# Harry Cockerill (cầu thủ bóng đá)
Henry Leslie "Harry" Cockerill (14 tháng 1 năm 1894 – 1960) là một tiền vệ cánh trái người Anh từng thi đấu ở Football League cho Reading, Bristol City, Luton Town và Merthyr Town.